# Conus paschalli
Espèce
Statut de conservation UICN

 LC  : Préoccupation mineure
Conus paschalli est une espèce de mollusques gastéropodes marins de la famille des Conidae.
Comme toutes les espèces du genre Conus, ces escargots sont prédateurs et venimeux. Ils sont capables de « piquer » les humains et doivent donc être manipulés avec précaution, voire pas du tout.

## Description
La taille de la coquille varie entre 19 mm et 27 mm.

## Distribution
Cette espèce marine d'escargot conique se trouve dans la mer des Caraïbes au large du Nicaragua et du Honduras.

### Niveau de risque d’extinction de l’espèce
Selon l'analyse de l'UICN réalisée en 2011 pour la définition du niveau de risque d'extinction, c. paschalli occupe les côtes caribéennes du sud du Belize, du Honduras et du Nicaragua jusqu'au nord du Costa Rica.Il n'y a pas de menaces connues. Cette espèce est classée comme étant de préoccupation mineure.

## Taxonomie

### Publication originale
L'espèce Conus paschalli a été décrite pour la première fois en 1998 par le malacologiste américain Edward James Petuch (d),.

### Synonymes
- Conus (Dauciconus) paschalli Petuch, 1998 · appellation alternative
- Conus (Leptoconus) paschalli Petuch, 1998 · non accepté
- Gradiconus paschalli (Petuch, 1998) · non accepté